# SmartMedia

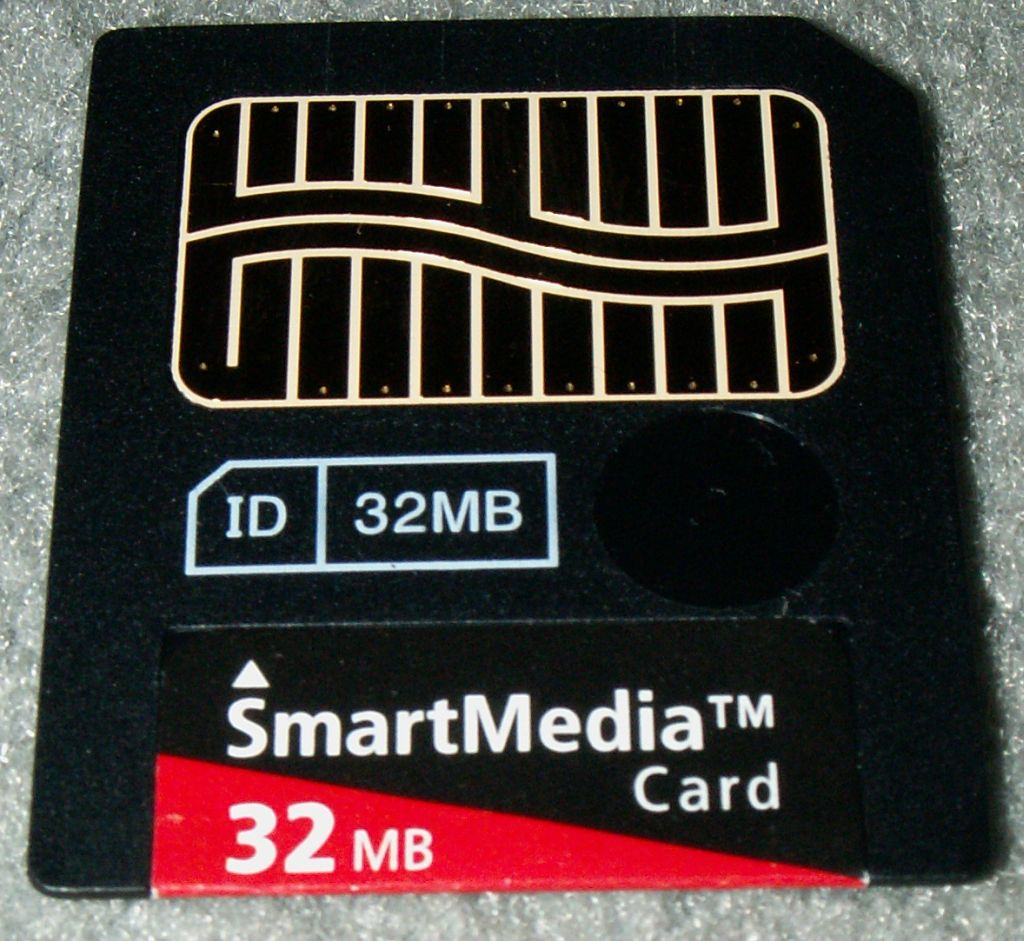
Tarjeta SmartMedia de 32 MB.

SmartMedia es una tarjeta de memoria estándar desarrollada por Toshiba en 1995 para competir con las CompactFlash, las PC Card y las MiniCard, uno de los más difundidos de almacenamiento de imágenes junto con las tarjetas CompactFlash. Ya no se fabrica y no ha habido nuevos dispositivos diseñados para usarse con las SmartMedia.

## Dimensiones
- Dos tipos: 5 V y 3,3 V, según su voltaje de alimentación.
- Capacidad máxima: 128 MB.
- Medidas estándar: alto: 45mm, ancho: 37mm, grosor: 0,76mm.

La SmartMedia era una de las primeras tarjetas de memoria más pequeñas y delgadas, se usaba como almacenaje de dispositivo portátil, para sacarla fácilmente y usarla en un PC. Fue popular en cámara digital, y en 2001 acaparaba la mitad de ese mercado. Fue respaldada por Fuji y Olympus, aunque el formato ya empezaba a tener problemas. No había tarjetas mayores de 128 MB, y las cámaras compactas alcanzaron un tamaño donde hasta las SmartMedia eran demasiado grandes. Toshiba cambió a tarjetas Secure Digital, y Olympus y Fuji a Picture Card. SmartMedia quedó sin apoyos en PDA, MP3, o libros electrónicos, como hallaron otros formatos. No tenía capacidad ni flexibilidad.
Consiste en un único chip flash NAND metido en una delgada carcasa plástica (aunque algunas tarjetas de mayor capacidad contienen múltiples chips enlazados). Carece de controlador integrado, lo que la mantuvo barata. Esta característica causó problemas más tarde, pues algunos dispositivos antiguos necesitaron actualizaciones de firmware para manejar tarjetas de mayor capacidad. También hizo imposible el “wear leveling” automático - proceso para evitar el desgaste prematuro de un sector mapeando las escrituras a otros sectores en la tarjeta.
Una ventaja que mantiene sobre otros formatos es la capacidad de usarla en una disquetera de 3,5" con un adaptador FlashPath. Puede ser el único modo de usar memoria flash en hardware muy viejo. El problema es que es muy lento: la lectura/escritura se limita a velocidades de disquete.
Tienen dos formatos, 5V y 3,3V (a veces indicado como 3V). La carcasa difiere en la posición de la esquina cortada. Muchos dispositivos SmartMedia antiguos solo soportan tarjetas de 5V, y muchos nuevos solo las de 3,3V; para proteger a éstas de dañarlas en dispositivos solo de 5V, el lector debe tener alguna seguridad mecánica (ej.: detectar el tipo de esquina) para no permitir su inserción, pero algunos lectores baratos no operan así, y las dañarían. Se recomienda usar lectores de voltaje dual.
Hay un adaptador de tarjetas a puerto SmartMedia, pero no encaja totalmente. Limita la capacidad de la tarjeta al usarse en tales adaptadores (a veces 128MB o 256 MB).

### Protección de copia
Muchas SmartMedia incluyen el sistema “ID”. Están así marcadas junto a su capacidad. Daba a cada tarjeta un número de identificación único para usar con sistemas de protección de copia. Nadie usó este primitivo sistema DRM, excepto la compañía coreana Game Park en sus títulos comerciales para la consola portátil GP32. Este sistema también se implementó en las tarjetas más recientes.